# Hahnenkamm (Gebäck)
Der Hahnenkamm ist ein handflächengroßes Backwerk, das seinen Namen aufgrund seiner charakteristischen Form, die einem Hahnenkamm ähnelt, erhält. Durch gleichmäßige Einschnitte einer Seitenkante und der leicht gebogenen Teigtasche vor dem Backen entsteht die typische Form.
Bei dem Gebäck handelt es sich um eine Teigtasche aus Blätterteig oder Plunderteig, welche mit Marmelade bzw. Fruchtzubereitung (oft aus Äpfeln oder Pflaumen), Marzipan-, Persipan- oder Nussfüllung gefüllt und mit Zuckerguss überzogen ist.